# Randy the Band
Randy the Band is het zesde en meest recente studioalbum van de Zweedse punkband Randy. Het album werd in Europa uitgebracht in 2005 via Burning Heart Records en in de Verenigde Staten door Fat Wreck Chords op 10 januari 2006. In 2005 kwam tevens de cd-single "Razorblade" uit via Burning Heart Records. Op de B-kant van deze single is het niet eerder uitgegeven nummer "Teenage Boy" te horen.

## Nummers
1. "Punk Rock High" - 2:39
2. "Razorblade" - 2:17
3. "Better Than Art" - 2:22
4. "Evil" - 2:01
5. "Bahnhof Zoo" - 3:12
6. "Nothing on Me" - 1:47
7. "I Raise My Fist" - 2:28
8. "Red Banner Rockers" - 2:28
9. "The Pretender" - 1:47
10. "Going Out with the Dead" - 2:48
11. "Teenage Tiger" - 2:02
12. "Rich Boy" - 2:17
13. "Losing My Mind" - 2:06
14. "Promise" - 3:10
15. "The World is Getting Bored" - 2:54

## Band
- Johan Gustavsson - basgitaar, zang
- Fredrik Granberg - drums
- Johan Brändström - gitaar, zang
- Stefan Granberg - zang, gitaar